# The Martin Garrix Collection
The Martin Garrix Collection è la prima raccolta del DJ olandese Martin Garrix, pubblicata il 21 aprile 2017 dalla Sony Music.

## Descrizione
Commercializzato esclusivamente in Giappone, contiene una selezione di dieci singoli realizzati dal musicista tra il 2015 e il 2017 (tra cui i sette brani che compongono l'EP Seven) e cinque remix.
Il 25 aprile 2018 è stata messa in commercio la relativa edizione deluxe, comprensiva di ulteriori singoli originariamente resi disponibili nel corso del 2017.

## Tracce

### Edizione standard
1. Scared to Be Lonely (with Dua Lipa) – 3:40
2. In the Name of Love (with Bebe Rexha) – 3:15
3. Don't Look Down (feat. Usher) – 3:41
4. Together (with Matisse & Sadko) – 3:40
5. Hold On & Believe (feat. The Federal Empire) – 3:54
6. Wiee (feat. MESTO) – 3:23
7. Sun Is Never Going Down (feat. Dawn Golden) – 3:24
8. Spotless (with Jay Hardway) – 3:15
9. Welcome (with Julian Jordan) – 3:05
10. Make Up Your Mind (with Florian Picasso) – 3:16
11. Don't Look Down (ft. Usher) (Club Mix) – 5:24
12. In the Name of Love (with Bebe Rexha (DallasK Remix)) – 3:20
13. Scared to Be Lonely (with Dua Lipa) (Brooks Remix)) – 3:20
14. Scared to Be Lonely (with Dua Lipa) (DubVision Extended Remix)) – 4:33
15. Scared to Be Lonely (with Dua Lipa) (Acoustic Version)) – 4:16

### Edizione deluxe
1. So Far Away (with David Guetta ft. Jamie Scott & Romy Dya) – 3:03
2. There for You (with Troye Sivan) – 3:41
3. Scared to Be Lonely (with Dua Lipa) – 3:40
4. In the Name of Love (with Bebe Rexha) – 3:15
5. Don't Look Down (ft. Usher) – 3:43
6. Pizza – 4:15
7. Byte – 4:45
8. Forever – 3:38
9. Together (ft. Matisse & Sadko) – 3:41
10. Hold On & Believe (ft. The Federal Empire) – 3:54
11. Wiee (ft. MESTO) – 3:23
12. Sun Is Never Going Down (ft. Dawn Golden) – 3:24
13. Spotless (ft. Jay Hardway) – 3:15
14. Welcome (ft. Julian Jordan) – 3:05
15. Make Up Your Mind (ft. Florian Picasso) – 3:16
16. Scared to Be Lonely (Brooks Remix) – 3:20
17. Scared to Be Lonely (Acoustic Version) – 4:17
18. There For You (Bali Bandits Remix) – 3:12
19. So Far Away (Osrin Remix) – 3:20